# めるへんめーかー
めるへんめーかー（1957年6月15日 - ）は、漫画家、イラストレーター。千葉県千葉市出身。血液型B型。

## 経歴・人物
第二回アテナ大賞にて第3席に入選。1978年、白泉社『花とゆめ』夏の増刊号に掲載された『三日月(クレセント・ムーン)の夢を探して』でデビュー。代表作に『モダン・ホラー・タイムズ』など。ファンタジー漫画を多く手がけ、極端に線の細い独特の絵柄と、幻想的なストーリーを特徴とする。
イラストレーターとしても活躍。ハヤカワ文庫、コバルト文庫などでカバーイラストや挿絵を手がける（代表的な作品として少女小説「丘の家のミッキー」（久美沙織）が挙げられる）。
妹は作家の妹尾ゆふ子。テレビゲームとパソコン通信が趣味で、そこから生まれた作品もある。
2023年9月現在、ブログ、X（旧Twitter）、Instagramなど行っていないことを妹の妹尾が自身のXで代弁している。また、作家活動の他、1/6サイズドール用の服のデザイン・制作をしており、ドールショウなどの人形関連のイベントや展示即売会に参加することもあるという。

## 作品リスト

### 漫画

#### 白泉社
- 花とゆめコミックス

| タイトル                 | 発行年月日     | 収録作品 | 備考                         |
| ------------------------ | -------------- | --- | ---------------------------- |
| 109ばんめのぼくの姫      | 1980年11月25日 | 109ばんめのぼくの姫 プリンセス・パンプキンのお嫁入り かぼちゃ畑での日々 毛糸玉童話 黄昏色ろまん | 初単行本                     |
| 姫君と泥棒たち           | 1982年2月25日  | 姫君と泥棒たち 麦畑は黄金色 姫君の踊る足どり 月夜の晩にはフライング・トゥゲザー ちょっぴり怪奇なハネムーン サマー・フェスティバル 星みがき                                                                                             |                              |
| 薔薇色ららばい           | 1982年7月25日  | 薔薇色ららばい ベン＆メリーコール 落葉のひとひら みどりの夢を見ませんか リトル・リトル・バニィ ウィソラ・ウォードの森へおいで |                              |
| ふらいど・えっぐ・む〜ん | 1983年2月25日  | ふらいど・えっぐ・む〜ん ふらいど・ちきん・さんでい ふらいど・すぷりんぐ・どりーむ ふらいど・ぽてと・ふらい 魔法使いの日曜日 ローリング・ワゴン 恋物語（ラブ・コメディ） 三日月（クレッセント・ムーン）の夢をさがして 魔法の森ろまんす |                              |
| 風色のリフレイン         | 1983年7月24日  | 風色のリフレイン とっても☆ファンタスティック！ オカルト・アワー 丘の館のリン 春風の魔女 魔法の森ろまんす 七つめの扉を開けたなら |                              |
| 屋根裏の魔法使い         | 1984年2月23日  | 屋根裏の魔法使い レーシィ・ムーンナイト 真夏の夜に見た夢は あなたの背後（うしろ）にご用心 ふりむけばミステリアス 風変りなサンタクロース 風のシーズン マジカル・フロスティング・ストーリー                                              |                              |
| 風のスクランブル         | 1984年10月24日 | 風のスクランブル 魔法の森らぷそでぃ ぼくのシミュレーション・ラブ 不・思・議フライング キング・ジョンはごきげんななめ 受難者のイブ はぁと・バレンタイン                                                                                 |                              |
| お月様のシャワー         | 1985年9月25日  | お月様のシャワー 聖・南瓜・戦争 ハートにリボンをかけて ミス・マリリンにくびったけ 魔法の扉開けて 目覚めればE・S・P 眼狩都市 |                              |
| 黄金色の自転車乗り       | 1986年1月25日  | 黄金色の自転車乗り ※ 不思議の国のミス・アリスン ※ 緑の笛吹き ※ 夢みる草原 ※ スイート・ドラゴン シュガーピンクのシンデレラ | ※印 グリーンゲイト・シリーズ |
| 歌う竜                   | 1986年6月25日  | 歌う竜 花冠のローレライ 聖少女の館 7人の貴婦人の館 Do it アブラカタブラ 1 Do it アブラカタブラ 2 魔法スクランブル いつか王子さまが… |                              |
| ファンファーレ・ガール   | 1987年1月25日  | ファンファーレ・ガール ※ 古い館の見る夢は ※ マジカル・ベター・ハーフ ※ もうひとつの季節 ノース・フィールド 天翔るロマンス・ライター | ※印 グリーンゲイト・シリーズ |
| 海風骨董館               | 1987年6月25日  | 海風骨董館 浪漫てぃっく・ほりでぃ 夢売り人の優しい魔法 ひとりぼっちの森 姫君はどこ！？ 都市の奏でる小夜曲 |                              |
| 時の国のアリス           | 1988年6月25日  | 星降る聖夜 ※ 時の国のアリス ※ にんじん畑のミス・バニキン ※ グリーン・ゲイト探偵団 ※ ホーリー・ナイト・ラプソディ ※ スプリング・マジック ※ ハロウィン・ナイト                                                                           | ※印 グリーンゲイト・シリーズ |
| 月光幻想庭園             | 1989年6月25日  | 月光幻想庭園 ランラビットラン みつめていたい ドリーム・タイム 迷路の国のアリス ショート・タイム・トラベラー 月の入り江 時の向こうの月下美人 TWINKLE☆LIGHT                                                                              |                              |
| 丘の家のミッキー（1巻）  | 1990年9月25日  | 丘の家のミッキー |                              |
| 丘の家のミッキー（2巻）  | 1991年2月25日  | 丘の家のミッキー Good Taste Bad Taste くえすと・もーど おーぷん・うぃんど | 全2巻                        |
ジェッツ・コミックス
- 夢幻の館（1985年3月4日）

白泉社
- 魔法の鍵（1991年9月30日）

ニフティーサーブで接点を持った作家・漫画家などとの交流の中で、いわゆる「三題噺」のフォーマットで作家達に作品の執筆を依頼し、いったん集英社コバルト文庫に作品として掲載された後に、それらの作品を原作として漫画に仕上げた作品集。

#### 秋田書店
- プリンセスコミックス

| タイトル                  | 発行年月日     | 収録作品 | 備考                                             |
| ------------------------- | -------------- | --- | ------------------------------------------------ |
| もつれっ毛の姫君          | 1986年9月10日  | 魔法使いの弟子 もつれっ毛の姫君 血と薔薇の日々 昼下がりの王国で 魔法仕掛けの英雄譚                                                       |                                                  |
| 永遠なる夢 永遠なるめざめ | 1987/2/15      | 永遠なる夢 永遠なるめざめ ひなぎく野原はいつも晴れ ロールプレイング・ワンダーランド ミッドナイト ティパーティ☆ あけてびっくり箱 想作雑景 | 「永遠なる夢 永遠なるめざめ」 作者初の100P長編。 |
| 夢狩人（1巻）             | 1987年6月1日   | 夢使い 夢狩人 第1話 - 第4話 |                                                  |
| 夢狩人（2巻）             | 1988年4月15日  | 夢狩人 第5話 - 第9話 |                                                  |
| 夢狩人（3巻）             | 1989年3月15日  | 夢狩人 第10話 - 第14話 | 全3巻                                            |
| 遠い呼び声                | 1987年12月30日 | 遠い呼び声 月明かりの精霊 風変わりな子守唄 ティム・チムニーのリバティーソング 香草ロマンス                                               |                                                  |
| ペニントン館（1巻）       | 1988年12月15日 | ペニントン館 第1話 - 第5話 |                                                  |
| ペニントン館（2巻）       | 1989年11月15日 | ペニントン館 第6話 - 第10話 |                                                  |
| ペニントン館（3巻）       | 1990年10月15日 | ペニントン館 第11話 - 第15話 |                                                  |
| ペニントン館（4巻）       | 1991年11月5日  | ペニントン館 第16話 - 第20話 | 全4巻                                            |
| 森にすむ人々（1巻）       | 1990年2月15日  | 森にすむ人々 第1話 - 第5話 |                                                  |
| 森にすむ人々（2巻）       | 1992年4月30日  | 森にすむ人々 第6話 - 第10話 | 全2巻                                            |
| モダン・ホラー・タイムズ  | 1993年11月10日 | モダン・ホラー・タイムズ 第1話 モダン・ホラー・タイムズ 第2話 幽霊屋敷のミラクル・少女 大いなる遺産 不思議な転校生                       |                                                  |

#### 実業之日本社
- My Birthdayコミックス

| タイトル                                                 | 発行年月日   | 収録作品                                                                                 | 備考  |
| -------------------------------------------------------- | ------------ | ---------------------------------------------------------------------------------------- | ----- |
| 〜空也＆海シリーズ〜 空也in不思議の園（1巻）             | 1989年2月8日 | 空也in不思議の園 第1話 - 第4話 魔法の滴                                                  |       |
| 〜空也＆海シリーズ〜 空也in不思議の園（2巻）             | 1989年9月8日 | 空也in不思議の園 第5話 - 第6話 ペパーミントガール ハートフル ケーキ 目覚めれば不思議の国 | 全2巻 |
| 〜月の森童話シリーズ〜 迷い子たちのティー・タイム（1巻） | 1990年9月8日 | 迷い子たちのティー・タイム 第1話 - 第5話                                                 |       |
| 〜月の森童話シリーズ〜 迷い子たちのティー・タイム（2巻） | 1992年2月8日 | 迷い子たちのティー・タイム 第6話 - 第10話                                                | 全2巻 |
| そして小さな世界                                         | 1993年8月8日 | そして小さな世界 第1話 - 第4話 スウィート・リトル・クリスマス                            |       |

#### 主婦と生活社
- ミッシィコミックス

| タイトル                                             | 発行年月日     | 収録作品 | 備考  |
| ---------------------------------------------------- | -------------- | --- | ----- |
| 吸血鬼幻想譚（1巻）                                  | 1991年8月25日  | 吸血鬼幻想譚 ACT1 - ACT4 番外編 ホーンテッド・ハウスへようこそ                                                                       |       |
| 吸血鬼幻想譚（2巻）                                  | 1989年9月8日   | 吸血鬼幻想譚 ACT5 - ACT8 僕はアリスになりたかった                                                                                    |       |
| 吸血鬼幻想譚（3巻）                                  | 1992年5月25日  | 吸血鬼幻想譚 ACT9 - ACT13 | 全3巻 |
| 〜グリーンゲイトシリーズ1〜 グリーンゲイトへようこそ | 1992年11月10日 | グリーンゲイトへようこそ 笑わない男 金曜日のババロワ Going Your Way 晴れた空にドードーの雨が降る                                     |       |
| 〜グリーンゲイトシリーズ2〜 リボンの魔術師           | 1993年9月10日  | リボンの魔術師 Take Me Home 傘を持つ老婦人 美しい世界 クリスマス・ラプソディー トゥーティー・エヴァンスの秘密                        |       |
| 〜グリーンゲイトシリーズ3〜 悲しきダジャラー         | 1994年6月10日  | 悲しきダジャラー 東の風に乗って レッド・ホット・チリ・ペッパー はるかなる緑の地へ －吸血の休日－ 魔法使いになりたい Forever 大好き！ |       |
| 視線のむこうにいつも君がいた                         | 1993年12月10日 | 廃園の天使 永遠の聖三角形 魔法使いの昼下がり 視線のむこうにいつも君がいた 恋する乙女たち 風の音                                      |       |
| ドリーム・ランド（1巻）                              | 1995年1月10日  | ドリーム・ランド STAGE1 - STAGE6 |       |
| ドリーム・ランド（2巻）                              | 1995年9月10日  | ドリーム・ランド STAGE7 - STAGE14 | 全2巻 |
| ぼくたちの関係                                       | 1996年7月10日  | ぼくたちの関係 ぼくがここにいる理由 即売会へ行こう！ ようこそガーデンパーティへ 棚橋先輩の優雅な日々 Lovely！ ま・いっか！ 森の声    |       |

#### 角川書店
- ASUKAコミックス

| タイトル         | 発行年月日     | 収録作品                                                                              | 備考               |
| ---------------- | -------------- | ------------------------------------------------------------------------------------- | ------------------ |
| 銀の竪琴 金の声  | 1990年9月17日  | 夢の天樹 銀の竪琴 金の声 風を売る店 Old English Garden                                |                    |
| 光の回廊         | 1991年11月17日 | 光の回廊 フィオーナ・リリーの片想い Miss Broomのお引越し みどりの郷愁 DIARY of LONDON |                    |
| 夢果つる国の物語 | 1995年8月1日   | 夢使いの谷 シーエン伝説 序章 覇王の影 街巡る悪夢                                      | ASUKA DXコミックス |

#### その他
- 東の空からファンタジア（1984年4月10日、徳間書店・アニメージュ）
- ONCE UPON A TIME（1985年11月15日、早川書房）
- 星降る森のリトル魔女 第1巻 - 第6巻（偕成社）
- わんだりんぐ WONDERLAND（アスキー）全2巻
- ベイビー・ウィザード（1996年1月25日、アスキー）
- 古い扉の向こう側（1995年2月10日、大都社）
- マンガでわかるWindows 95（1995年12月6日、ソフトバンク）
- めるへんめーかー叙情名作集（1998年4月30日、双葉社・日本漫画家大全）

### 漫画文庫
- 不思議の森の物語（コバルト文庫）全3巻

1987年コバルト春号から1993年コバルト12月号まで連載された作品を収録。
- 星降る森のリトル魔女（ソノラマ文庫）全4巻

偕成社の漫画雑誌に連載されコミックスでは1巻 - 6巻まで発行された。未収録分も含め完全版として文庫版で発行。
- グリーンゲイト物語（2007年、ソノラマ文庫）全3巻

「白泉社」と「主婦と生活社」のコミックスに収録されていたグリーンゲイト・シリーズを文庫でまとめて発行。

### 画集
- 不思議庭園（1988年9月3日、白泉社）
- CD-ROM画集「不思議散歩」（GAINAX）

### イラスト提供作品
- 丘の家のミッキー（1983年 - 1988年、コバルト文庫、著：久美沙織）

少女小説。単行本全10巻の表紙イラスト及び挿絵を担当。また関連作品として「デュエット」（1985年）、「ミッキーのおしゃれ読本」（1987年）のイラストも担当。
のちに1巻相当の内容を漫画作品として上梓。「花とゆめコミックス」より全2巻（1990年・1991年）が刊行された。
- 妖魔の騎士〈上・下〉（1983年、ハヤカワ文庫FT、著：フィリス・アイゼンシュタイン、訳：井辻朱美） - 表紙
- 武装音楽祭（1984年 、ハヤカワ文庫JA、著：野阿梓） - 表紙
- スターゲイザー・シリーズ（1984年 - 1987年、シャピオ、著：大和真也） - 表紙
- 幸せの妖精（フェアリー）たち（1984年、コバルト文庫、著：エミール・シェラザード） - 表紙
- ザ・キャッスル（1985年、アスキー）

PC-8801やMSX（パーソナルコンピュータ用）アクションパズルゲーム。キャラクターデザイン及びパッケージイラスト
- 三つの魔法（1985年、ハヤカワ文庫FT、著：ジェイン・ヨーレン） - 表紙
- MSXマガジン（1986年 - 1988年、アスキー）

MSX専門コンピューター雑誌。「TECHNICAL AREA」コーナー扉絵担当。
- まぼろしの少年リック（1997年、金の星社、著：エマ・テナント、訳：井辻朱美） - 表紙
- トワイライト・レディ（1987年、コバルト文庫、著： 菊地秀行） - 表紙及び挿絵
- ある湖につづく空（1989年、コバルト文庫、著：波多野鷹） - 表紙
- 不思議英国（1990年、白泉社、著：波多野鷹） - 表紙イラスト及び挿絵
- ヘルメ・ハイネの水晶の塔〈上・下〉（1991年、講談社X文庫ホワイトハート、著：井辻朱美） - 表紙

### その他
- ウィッチクエスト

TRPGのリプレイ本に妹尾ゆふ子と共にプレイヤーとして参加。
- 『架空幻想都市』〈上・下〉（1994年、ログアウト冒険文庫） - めるへんめーかー企画・編纂の短編小説アンソロジー